# Tuvalu mo te Atua
Tuvalu para el todopoderoso (Tuvalu mo te Atua) es el himno nacional de Tuvalu. La letra y la música fueron compuestas por Afaese Manoa. Fue adoptado como himno en 1978.

## Letra
En tuvaluano:
"Tuvalu mo te Atua"
Ko te Fakavae sili,
Ko te alu foki tena,
O te manuia katoa;
Loto lasi o fai,
Tou malo saoloto;
Fusi ake katoa
Ki te loto alofa;
Kae amo fakatasi
Ate atu fenua.
"Tuvalu mo te Atua"
Ki te se gata mai!
Tuku atu tau pulega
Ki te pule mai luga,
Kilo tonu ki ou mua
Me ko ia e tautai.
"Pule tasi mo ia"
Ki te se gata mai,
Ko tena mana
Ko tou malosi tena.
Pati lima kae kalaga
Ulufonu ki te tupu.
"Tuvalu ko tu saoloto"
Ki te se gata mai!
En español:
"Tuvalu para el Todopoderoso"
Son las palabras que decimos con más cariño;
tanto para la gente como para los líderes
de Tuvalu que todos compartimos
en conocimiento de Dios
que siempre gobierna el cielo,
y nosotros en esta tierra
estamos unidos en su amor.
Nosotros construimos sobre una base segura
porque confiamos en la gran ley de Dios
"Tuvalu para el Todopoderoso"
¡es nuestra canción para siempre!
Confiemos en nuestro futuro
el Rey a quien rogamos,
con nuestros ojos fijos firmemente en Él.
Él nos está mostrando el camino.
"Reinamos con Él en gloria"
sea nuestra canción para Él siempre,
por su poder Todopoderoso
es nuestra fuerza de costa a costa.
Gritamos en voz alta de júbilo
para el Rey a quien adoramos.
"Tuvalu libre y unida"
¡sea nuestra canción para siempre!